# リソサムニューム礁
リソサムニューム礁（リソサムニュームしょう、英: Lithothamnium）は、植物である石灰藻の一種によって形成される石灰質の小さな骸が固まってできた礁（白州、白洲）。

## 分布
地球上でイギリス海岸、インド洋、日本の原城沖のあわせて数カ所にのみ存在が確認されている。長崎県南島原市南有馬町の原城跡の沖合約300mに位置するリソサムニューム礁は、長さ800m〜1kmのひょうたん形で、通常は水面下にある4月から8月の最干潮時にのみ出現する。

## 研究
南島原市の原城沖に最干潮時に出現する「白洲」について、「南有馬町郷土誌」（1969年）などはサンゴモの一種「リソサムニューム」が集まって形成しているとしていた。その後、2018年（平成30年）から2023年（令和5年）にかけて、広島大学水産実験所などの研究チームが白洲でサンゴモ球の標本を採集し、器官の構造やDNA塩基配列などの分析から紅藻サンゴモ類によるものと発表された。白洲の調査でリソサムニュームが属するイシモ属のサンゴモは発見されず、紅藻サンゴモ類のいくつかの新種とみられる種が発見され、そのうち2種が2024年（令和6年）11月25日に藻類の国際学術誌「フィコロジア」で発表された。